# NGC 2169
Coordenadas:  6h 8.4m 0s, −13° 57′ 00″

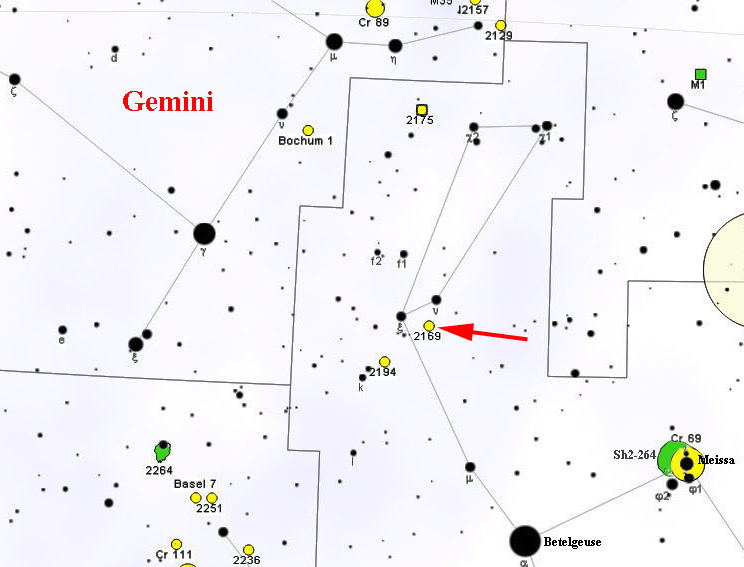
Mapa que muestra la ubicación de NGC 2169

NGC 2169, es un cúmulo abierto que se encuentra en la constelación de Orión. El cúmulo abierto se descubrió posiblemente por Giovanni Batista Hodierna antes de 1654 y se descubrió por William Herschel el 15 de octubre de 1784. NGC 2169 se encuentra a una distancia de 3,600 años luz de La Tierra. El cúmulo abierto tiene el apodo de "el cúmulo 37" debido a su parecido con el número 37.